# مالگال
مالگال یا  موههگروه‌های تاریخی از مردم بودند که زمانی در اواخر دوران باستان بخش‌هایی از آنچه اکنون شمال شرق آسیا را اشغال می‌کردند. دو گروه معروف مالگال به نام هیشوی موهه، واقع در امتداد رود آمور و سومو موهه، به نام رود سونگهوا شناخته می‌شوند. آنها به‌طور سنتی با استفاده تقریبی از زبان‌های تونگوزی تعریف شده‌اند. هیشوی موهه معمولاً به عنوان اجداد مستقیم قرن دوازدهم جورجی‌ها شناخته می‌شوند. تانگ موهه را به عنوان ساکن سرزمین سوشن، در شمال شرقی تانگ، شرق ترک‌ها، و شمال گوگوریو مستند کردند.
موهه بخش عمده ای از جمعیت پادشاهی بالهه در شمال شرقی آسیا را تشکیل می‌داد که از اواخر قرن هفتم تا اوایل قرن ۱۰ ادامه داشت. پس از سقوط بالهایی، آثار تاریخی کمی از موهه یافت می‌شود، اگرچه آنها به عنوان گروه قومی اولیه در نظر گرفته می‌شوند که مردم جورجی از آنها سرچشمه گرفته‌اند. هیشوی موهه به‌طور خاص به عنوان اجداد مستقیم جورجی‌ها در نظر گرفته می‌شود که بنیانگذاران قرن هفدهم مردمان منچو و سلسله چینگ از آنها سرچشمه گرفته‌اند.
سبک زندگی کشاورزی و عمدتاً کشاورزانی بودند که سویا، گندم، ارزن و برنج را پرورش می‌دادند که با پرورش خوک و شکار گوشت تکمیل می‌شد.

## نام
چینی برون نام موهه (靺鞨) است. (چینی میانه: /muɑt̚/) یک صفت است، یک عبارت مرسوم به معنای "بربرها" یا شیونگ نو. قبل از دوره پنج دودمان و ده پادشاهی، به عنوان "靺羯" ثبت می‌شد، مانند استل هونگ لوجینگ.
گال 鞨 هه است نام خانوادگی شی (石 "سنگ") از "گال" گرفته شده‌است. طبق تاریخ جین (جین شی)، شی تومن (石土門) شاهزاده مردمان جورجی است که نام خانوادگی او "شی" است. اشاره به ارتباط با موهه و مردمان شی.
نام قومی موهه شباهت قابل توجهی به نام ""موتگیت"" که بعداً در چینی میانه از لحاظ تاریخی تأیید شده‌است دارد] (چینی: 勿吉; ماندارین پین‌یین: mò jí; یوت‌پینگ: mat gat؛ کره‌ای: 물길 [مولگیل]؛ ژاپنی: もつきつ [موتسوکیتسو]).
نام موه نیز به صورت «ماکا» در «شین ماکا» (ژاپنی 新靺鞨، しんまか) یا «موهه جدید» که نام یک رقص و قطعه موسیقی همراه با آن است، ظاهر می‌شود. رقص و آواز در طول دوره نارا یا حدود آغاز دوره هی‌آن از پادشاهی بالهایی به دربار ژاپن معرفی شد. در متون تاریخی مدرن ژاپنی، نام موهه با قرائت «کانا» ماککاتسو (まっかつ) حاشیه نویسی شده‌است، که احتمالاً یک نویسه گردانی مبتنی بر استاندارد واژگان چینی-ژاپنی است. از حروف چینی مورد استفاده برای رونویسی نام قومی موهه.

## قبایل

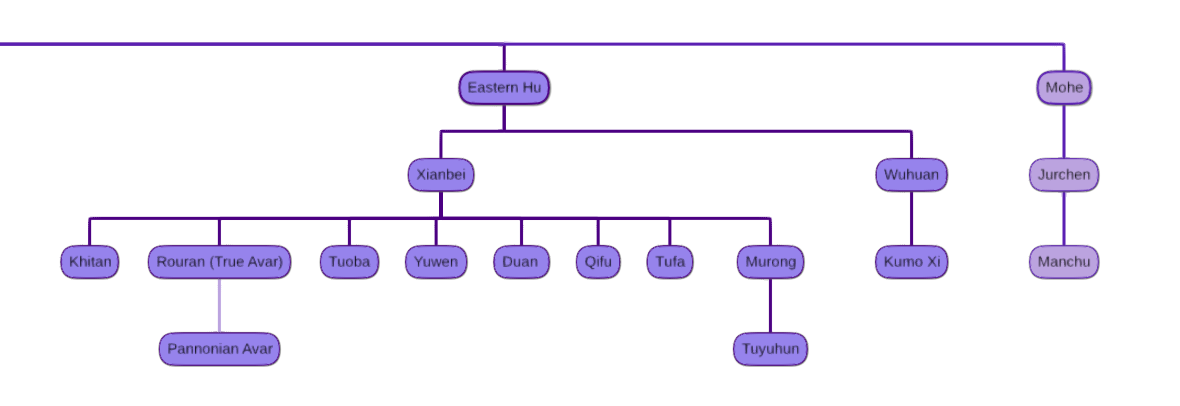
اصل و نسب مردم مالگال

طبق برخی اسناد، هفت/هشت قبیله مالگال وجود داشت:
| موجی/مرجی/ووجی/مت‌گات (勿吉)                                      | موهه/موگ‌هر/مالگال/موت‌هوت (靺鞨)                     | موقعیت مکانی مدرن             | شهرک سازی                                                       |
| ---------------------------------------------------------------- | --------------------------------------------------- | ----------------------------- | --------------------------------------------------------------- |
| قبیله سومو 粟末部 (Sùmò Bù) 속말부 (Songmalbu)                   | قبیله سومو 粟末部 (Sùmò Bù) 속말부 (Songmalbu)      | نزدیک رود سونگ هوا            |                                                                 |
| قبیله بایشان 白山部 (Báishān Bù) 백산부 (Baeksanbu)              | قبیله بایشان 白山部 (Báishān Bù) 백산부 (Baeksanbu) | نزدیک کوه پکتو                |                                                                 |
| قبیله یولو 虞婁 (یولو) 우루 (اورو)                               | قبیله یولو 虞婁 (یولو) 우루 (اورو)                  | در حوضه رودخانه سوفون         |                                                                 |
| قبیله بودو 伯咄部 (Bóduō Bù) 백돌부 (Baekdolbu)                  | قبیله بودو 伯咄部 (Bóduō Bù) 백돌부 (Baekdolbu)     | نزدیک رودخانه لالین           |                                                                 |
| قبیله فونیه 拂涅部 (Fúniè Bù) 불열 (Buryeol)                     | قبیله فونیه 拂涅部 (Fúniè Bù) 불열 (Buryeol)        | نزدیک رود مودان در حوضه خانکا | در جیکسی و مودنجیانگ ساکن بود.                                  |
| قبیله آنچگو 安車骨部/安车骨部 (Ānchēgǔ Bù) 안차골부 (Anchagolbu) | قبیله تیه‌لی 鐵利 (Tiělì) 철리 (Cheolli)             | نزدیک رودخانه سونگ هوا        | ساکن در هاربین                                                  |
| قبیله هائوشی 號室部/号室部 (Hàoshì Bù) 호실부 (Hosilbu)          | قبیله یوئشی 越喜 (Yuèxǐ) 월희 (Wolhui)              |                               | ساکن در Dalnerechensk                                           |
| قبیله هیشوی 黑水部 (Hēishuǐ Bù) 흑수부 (Heuksubu)                | قبیله هیشوئی 黑水部 (Hēishuǐ Bù) 흑수부 (Heuksubu)  | سواحل پایین رود آمور          | ساکن در هگانگ، جیاموسی، شوانگیاشان، خاوروفسک، بیروبیدژان، ییچون |

## شخصیت‌های برجسته
- سومو موهه
  - تودیجی (突地稽 پین‌یین: تودیجی، منچو: تولرگی ("مردم بیگانه")، هانگول: 돌지계)، حدود. ۵۸۰–۶۲۰
  - لی جین هانگ (李謹行 پین‌یین: Lǐ Jǐnháng، هانگول: 이근행)، ۶۱۹–۶۸۳، پسر تودیجی
  - دائه جویونگ (大祚榮 پین‌یین: Dá Zuòróng، هانگول: 대조영)، ?-۷۱۹ [نیازمند منبع]
- بایشان موهه
  - (乞四比羽 پین‌یین: Qǐsì Bǐyǔ،هانگول: 걸사비우)
- هیسوی موهه
  - A Tou (阿頭 پین‌یین: آ توو، منچو: اوجو ("سر، رئیس")، هانگول:아두)
  - تو فو (陁弗 پین‌یین: تو فو، هانگول: 타불)
  - سو ووگای (蘇勿蓋 پین‌یین: سو ووگای، منچو: سوتکی ("crusian")، هانگول: 소홀개)
  - گائو ژیمن (高之門 پین‌یین: گائو زیمن، منچو: هوسیهون مانگا ("زیبا و قوی")، هانگول: 고지문)
  - ووسوک منگ (烏素可蒙 پین‌یین: Wū sù kě méng، منچو: Osohon mangga ("کوچک اما قوی")، هانگول: 오소고몽)
  - نیسولیجی (倪屬利稽 پین‌یین: نی shǔ لی جی، منچو: نیسوریگی ("حلقه انگشت برای تیراندازی با کمان")، هانگول: 아속리계)
- فونی موهه
  - شی‌یی منگ (失異夢 پین‌یین: Shi yì mèng، منچو: Silin mangga ("نخبه و قوی")، هانگول: 실이몽)
  - لی دوژو (李多祚 پین‌یین: Lǐ Duōzuò، هانگول: 이다조)
- یوکسی موهه
  - ووشیک منگ (烏施可蒙 پین‌یین: Wū shi kě méng، منچو: Osohon mangga ("کوچک اما قوی")، هانگول: 오시가몽)

### نقل قول‌ها
1. ↑  "唐与渤海、靺羯关系史上的两次出使".
2. ↑  Crossley 1997, p. 18.
3. ↑  Old Book of Tang, Chapter 199.
4. ↑  Gorelova 2002, p. 14.